# Victor Sahler

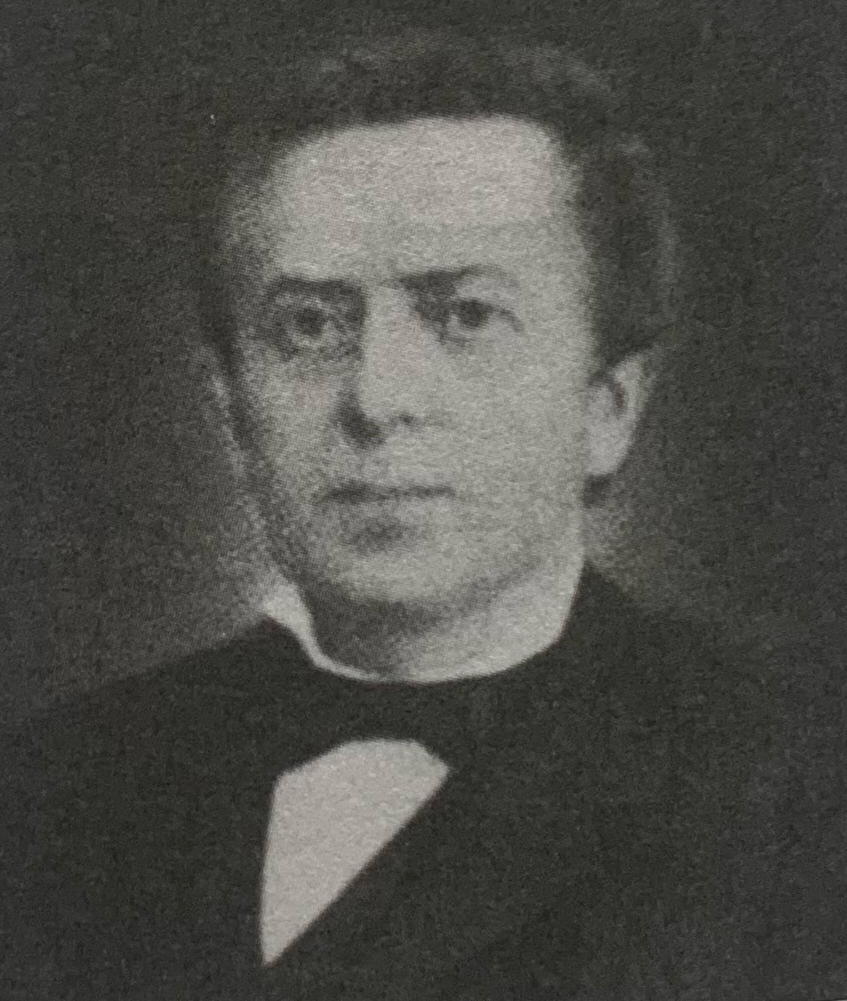
Victor Sahler

Victor Hermann Sahler (* 1. Oktober 1827 in Kreuznach; † 5. September 1891 ebenda) war ein deutscher Bankier und Politiker.

## Leben
Sahler war der Sohn des Kaufmanns, Bankiers und Weingutsbesitzers Johann Wilhelm Sahler (* 12. Juli 1893 in Kreuznach; † 7. Mai 1861 ebenda) und dessen Ehefrau Amalia Maria geborene Jung (* 16. September 1800 in Kreuznach; † 6. Oktober 1828 ebenda). Er war evangelisch und blieb unverheiratet.
Sahler lebte als Bankier in Kreuznach und war Mitinhaber der Bank „Sahler & Co.“. Dort hatte er auch viele Ehrenämter inne, darunter in der Salinenverwaltung und der Solbäder AG. Ab 1840 war er Mitglied der Casino-Gesellschaft Kreuznach und dort von 1875 bis 1887 erster Vorsitzender.
Von etwa 1861 bis zu seinem Tod 1891 war er Stadtverordneter und von 1870 bis 1882 Erster Beigeordneter von Kreuznach. Ab 1873 war er Mitglied des Kreistags. Von 1874 bis 1888 war er Abgeordneter im Provinziallandtag der Rheinprovinz für den Stand der Städte und die Städte Kreuznach, Kirn, Sobernheim St. Goar, Boppard, Oberwesel und Bacherach.